# Barclaya
Barclaya ist eine Pflanzengattung innerhalb der Familie der Seerosengewächse (Nymphaeaceae). Die seit 2022 acht aquatischen Pflanzenarten sind in Südostasien verbreitet.

## Beschreibung

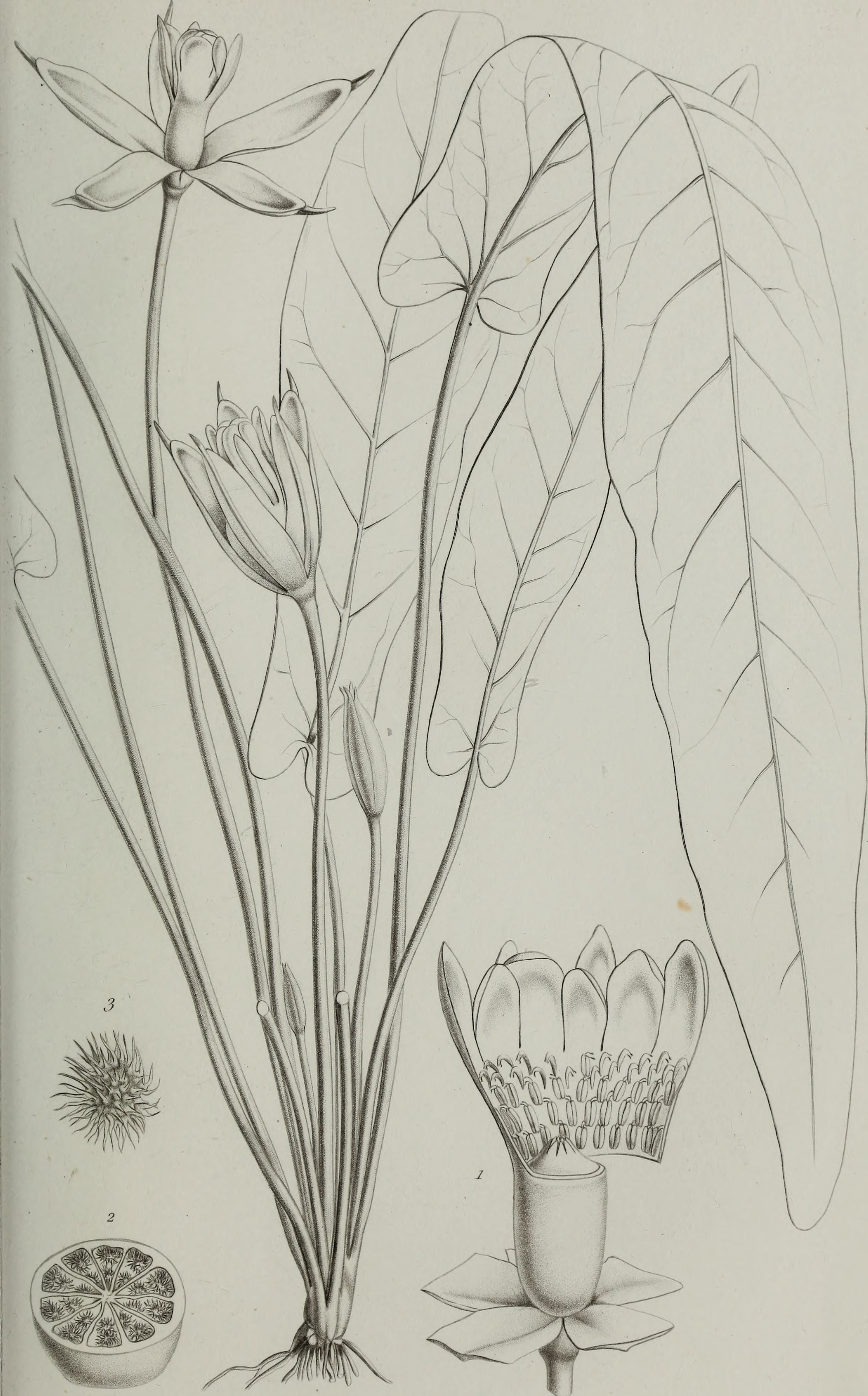
Illustration aus Annales des Sciences Naturelles Botaniques, 1852 von Barclaya longifolia

### Vegetative Merkmale
Die Barclaya-Arten wachsen als ausdauernde krautige Pflanzen. Sie bilden Rhizome. Die Laubblätter sind in Blattstiel und -spreite gegliedert. Die einfachen Blattspreiten sind rund bis lanzettlich.

### Generative Merkmale
Auf einem langen Blütenstiel befindet sich eine einzelne Blüte. Es sind zwei unterschiedliche Blütenhüllblätter vorhanden. Die meist fünf, selten vier äußeren Blütenhüllblätter horizontal ausgebreitet. Die inneren Blütenhüllblätter sind in zwei Kreisen angeordnet und an ihrer Basis verwachsen. Es sind Staminodien und fertile Staubblätter vorhanden.
Die fleischige Frucht ist eiförmig-kugelförmig und öffnet sich unregelmäßig. Die Samen sind mit Borsten versehen.
Für alle Arten wurde eine Chromosomenzahl von 2n = 36 ermittelt.

## Ökologie
Die Blüten können sowohl submers und kleistogam, als auch emers und chasmogam sein.

## Systematik

### Taxonomie
Die Gattung Barclaya Wall. wurde 1827 durch Nathaniel Wallich (1786–1854) in XIX. Description of a new genus of plants belonging to the order Nymphaeaceae. in Trans. Linn. Soc. Lond., Volume 15, Seite 442–448, Tafel 18 aufgestellt. Die Typusart ist Barclaya longifolia Wall. Ein Synonym für Barclaya Wall. nom. cons. ist Hydrostemma Wall. ex Taylor & Phillips. Der Name Barclaya Wall. wurde 1984 konserviert gegenüber Hydrostemma Wall. ex Taylor & Phillips durch W. E. Crusio, J. Bogner in Proposal to conserve 2515 Barclaya against Hydrostemma (Nymphaeaceae). in Taxon, Volume 33, S. 517–519.

### Arten und ihre Verbreitung
Die Arten der Gattung Barclaya sind in Südostasien verbreitet.
Die Gattung Barclaya enthält seit 2022 acht Arten:
- Barclaya hirta (Kurz ex Teijsm. & Binn.) Miq.: Gesichert kommt sie in Indonesien sowie auf Sumatra vor, aber es gibt weitere Aufsammlungen.[1]
- Barclaya kunstleri (King) Ridl.: Sie kommt auf der Malaiischen Halbinsel (in Perak, Selangor sowie Johor) und in Singapur vor.[1]
- Barclaya longifolia Wall. (Syn.: Barclaya pierreana Thorel ex Gagnep.): Sie ist auf den Andamanen, in Indien, Myanmar, Thailand, Kambodscha (nur Koh Kong), Vietnam (in Phu Quoc sowie der Provinz Dong Nai) und im nördlichen Teil der Malaiischen Halbinsel verbreitet.[1]
- Barclaya motleyi Hook. f.: Sie kommt im südlichsten Teil der Thailändischen Halbinsel, auf der Malaiischen Halbinsel in Penang, Perak, Malacca, Selangor, Terengganu, Pahang, Johor, auf Sumatra, auf den Riau-Inseln (Singkep, Lingga, Bintan, Batam, Anambas-Inseln), in Sarawak, Kalimantan, Westneuguinea sowie Papua-Neuguinea vor.[1]
- Barclaya panchorensis Komala: Sie wurde 2022 von der Malaiischen Halbinsel erstbeschrieben. Es gibt 2022 nur einen gesicherten Fundort, Bukit Panchor.[1]
- Barclaya rotundifolia M.Hotta: Sie kommt auf Borneo in Sarawak, Brunei sowie Kalimantan vor.[1]
- Barclaya rugosa Sofiman Othman & N.Jacobsen: Sie wurde 2022 anhand eines kultivierten Exemplars erstbeschrieben.[1]
- Barclaya wellyi Wongso, Ipor & N.Jacobsen: Sie wurde 2022 erstbeschrieben. Sie kommt auf der Malaiischen Halbinsel in Kelantan, Terengganu, Pahang sowie Johor und in Sabah nur in Sungai Timbalas südlich von Telupid sowie in Sungai Karang südlich von Telupid vor.[1]